# Ngunié
Ngunié (em francês: Ngounié) é uma província do Gabão, cuja capital é a cidade de Mouila. Sua população projetada para 2006, a partir do último censo realizado em 1993, é de aproximadamente 110 000 habitantes.	

## Departamentos
Lista dos departamentos da província com as respectivas capitais entre parênteses:
|  | - Boumi-Louetsi (Mbigou) - Dola (Ndendé) - Douya-Onoy (Mouila) - Louetsi-Wano (Lébamba) - Ndolou (Mandji) - Ogoulou (Mimongo) - Tsamba-Magotsi (Fougamou) |